# Catalina de San Mateo de la Concepción
Catalina de Balboa Ugarte, en religió Catalina de San Mateo de la Concepción (Santa María de Guía de Gran Canaria, Canàries, 30 d'abril de 1648 - Las Palmas de Gran Canaria, 26 de maig de 1695) fou una monja clarissa canària. Proclamada serventa de Déu, està obert el seu procés de beatificació.

## Biografia
Nascuda el dia de Santa Caterina de Siena, Catalina era filla de María Ugarte i Andrés García de Balboa, i germana de les també monges Bernarda i altres dues clarisses. Aviat volgué seguir la vida religiosa, però ja tenia 28 anys quan fou admesa com a germana llega, sense dot per al convent, al convent de Clarisses de San Bernardino de Sena, a Las Palmas de Gran Canaria, on ingressà el 31 de gener de 1676, prenent-hi l'hàbit el 2 de febrer i professant l'endemà. Prengué llavors el nom de Caterina de Sant Mateu de la Concepció. Abans, ja havia adquirit fama de miraclera i d'haver tingut visions i altres episodis místics, la qual cosa facilità la seva acceptació al convent.
Fou coneguda pels episodis de transmigració que relatava, segons els quals, viatjava sense moure's del convent a llocs com Roma, les llegendàries Set Illes i l'illa de San Borondón, o al mateix Paradís terrenal. Continuà tenint visions i èxtasis i feia guariments i profecies.
Autora mística, les seves obres mostren un estil típicament barroc i apassionat. En destaquen les Dolorosas, de gran expressivitat. Morí a Las Palmas de Gran Canaria el 26 de maig de 1695.

## Veneració
La seva fama de miraclera i santa va fer que al seu enterrament acudís una gran multitud, que trigà cinc dies a passar a veure'n el cos. Igualment, se li atribuïren molts miracles, per la qual cosa, el maig de 1696, el provincial dels franciscans, Andrés de Abreu, demanés al capítol catedralici que obrís el procés per portar-la als altars: "el examen y pruebas de las excelentes virtudes, vida y milagros de esta Sierva de Dios", incoant-se'n l'expedient de canonització, interromput i reprès al final del segle xx. El bisbe de Gran Canària permeté en octubre de 2007 al postulador general dels franciscans de Roma que demanés oficialment el reinici del procés.
La vila de Guía volgué perpetuar-ne la memòria i adquirí la seva casa natal, cedint-la als franciscans el 22 de febrer de 1700, que hi feren una ermita dedicada a Santa Caterina de Siena, un hospici i una escola de primeres lletres. L'edifici allotjà aquests serveis fins al 1767 i des de llavors fou ocupat per l'ajuntament, la preó, tallers i l'antic Teatro Viejo. Avui és una sala d'actes municipal i l'hospici acull la casa de cultura, arxiu i biblioteca de la ciutat.
Els pagesos de Guia, Moya i altres poblacions de Gran Canària l'escolliren com a intercessora i patrona i li oferien misses per la fertilitat dels conreus i la salut de les seves famílies.
Almenys se n'escrigueren tres biografies en vida de la religiosa: una del canonge Mateo Tello Casares (1687), una de Diego Alonso, el seu confessor (1676) i una altra de perduda. Les dues abunden en fets inversemblants i llegendaris.